# Traité sur les forces nucléaires à portée intermédiaire
Pour les articles homonymes, voir Traité de Washington, FNI et INF.
Traité de Rarotonga (1985) Accord de 1990 sur les armes chimiques (1990)
Le Traité sur les forces nucléaires à portée intermédiaire (FNI en français ; INF en anglais pour Intermediate-Range Nuclear Forces Treaty) est un traité visant le démantèlement par les États-Unis et l'URSS d'une catégorie de missiles emportant des charges nucléaires ou conventionnelles.
Signé le 8 décembre 1987 à Washington, D.C. par le président américain Ronald Reagan et le Secrétaire général du Comité central du PCUS Mikhaïl Gorbatchev, il est ratifié par le Sénat des États-Unis le 27 mai 1988 et par l'URSS le lendemain. Il entre en vigueur le 1er juin de la même année, sans limitation de durée.
Le traité FNI concerne l'élimination de tous les missiles de croisière et missiles balistiques, à charge conventionnelle ou nucléaire, américains et soviétiques, lancés depuis le sol et ayant une portée se situant entre 500 et 5 500 km. Il est le premier traité à avoir éliminé totalement une catégorie d'armement.
Depuis 2007, Vladimir Poutine le met en cause à plusieurs reprises comme desservant les intérêts de la Russie face au développement de missiles par la Chine et au déploiement de systèmes de défense antimissile par les États-Unis. En octobre 2018, après plusieurs années d'accusations selon lesquelles la Russie développait de nouveau ces missiles, Donald Trump annonce son intention de retirer les États-Unis de ce traité. Les négociations menées avec la Russie ne débouchant sur aucun accord, Washington confirme formellement le 1er février 2019 que les États-Unis suspendent leurs obligations en vertu du traité FNI et entament le processus de retrait du traité FNI d'une durée de six mois. Moscou réplique le lendemain en annonçant à son tour se retirer de ce traité. Le retrait américain est officiel le 2 août 2019.

## Contexte général
| Sigle   | Année signature | Année ratification |
| ------- | --------------- | ------------------ |
| SALT I  | 1972            | 1972               |
| SALT II | 1979            | ❌                 |
| INF     | 1987            | 1988               |
| START I | 1991            | 1994               |

Entre 1972 et 1991, les deux grandes puissances nucléaires, les États-Unis et l'Union soviétique, signent quatre traités de limitation de leurs armes nucléaires, dont trois concernent les armes stratégiques capables de frapper le territoire de l'un depuis le territoire de l'autre. Le traité FNI concerne les armes de théâtre d'opérations de portée intermédiaire, capables d'atteindre les pays européens de l'OTAN depuis ceux du pacte de Varsovie et réciproquement, ou bien la république populaire de Chine depuis la partie asiatique de l'Union soviétique.
Dans les années 1950 et 1960, la nucléarisation du théâtre d'opérations européen conduit à l'accumulation d'un nombre considérable d'armes nucléaires par les forces armées de l'OTAN et du pacte de Varsovie, de l'obus de canon au missile balistique de portée intermédiaire (IRBM). L'introduction du SS-20 depuis 1977 dans les forces soviétiques fait craindre aux Européens que l'équation stratégique en Europe s'en trouve bouleversée. Ainsi naît la crise des euromissiles,,.

## Négociation, signature et ratification du traité
Le traité FNI marque le dénouement de la crise des euromissiles déclenchée à la suite du déploiement, amorcé en 1976, des missiles soviétiques RSD-10 Pioneer (connus sous le code OTAN SS-20) et des contremesures prises par les Occidentaux. Les SS-20 remplacent les R-12 Dvina (code OTAN : SS-4) et les R-14 Usovaya (code OTAN : SS-5). La plus longue portée, la meilleure précision, la mobilité et la puissance de destruction des nouveaux SS-20 sont perçues par l'OTAN comme une menace importante sur la sécurité de l'Europe de l'Ouest.
L'OTAN adopte fin 1979 une stratégie en deux volets : d'une part, déployer en Europe à partir de 1983 jusqu'à 464 missiles de croisière BGM-109 Tomahawk lancés depuis le sol et 108 missiles balistiques Pershing II, et d'autre part poursuivre les négociations avec l'URSS sur la réduction des arsenaux américains et soviétiques,.
Les pourparlers officiels sur les missiles de portée intermédiaire entre Américains et Soviétiques commencent en octobre 1981 et se poursuivent deux ans durant sans résultat. Le 22 novembre 1983, les États-Unis et l'Allemagne de l'Ouest confirment les premiers déploiements de Pershing II. Le lendemain, l’Union soviétique quitte la table des négociations qui sont également rendues complexes par le refus des Britanniques et des Français d'y inclure leurs forces nucléaires respectives. Parallèlement, des discussions sont engagées en juin 1982 pour la réduction des armements stratégiques (négociations START).
En janvier 1985, le secrétaire d’État américain George Schultz et le ministre soviétique des Affaires étrangères, Andrey Gromyko, décident de reprendre les négociations FNI. Les États-Unis et l'URSS échangent propositions et contre-propositions sur des scénarios de gel des déploiements en cours, d'accord intérimaire et d'élimination partielle ou totale des missiles de portée intermédiaire. Lors du sommet de Reykjavík le 11 octobre 1986, Reagan et Gorbatchev parviennent à un accord de principe pour éliminer d'Europe tous les missiles à portée intermédiaire, et pour globalement limiter leur nombre à 100 pour chaque partie. Mais l'accord bute sur le refus américain de renoncer à la guerre des étoiles. Le 28 février 1987, Gorbatchev accepte de ne plus lier un accord FNI aux questions relatives à l'initiative de défense stratégique (IDS) et aux missiles de défense antimissile (ABM), ouvrant ainsi définitivement la voie à un accord.
Le traité est signé le 8 décembre 1987 par Reagan et Gorbatchev. Il entre en force après échange des instruments de ratification à Moscou le 1er juin 1988. Le titre formel du traité est en anglais : The Treaty Between the United States of America and the Union of Soviet Socialist Republics on the Elimination of Their Intermediate-Range and Shorter-Range Missiles et en russe : Договор о ликвидации советских и американских ракет средней и меньшей дальности, soit « Traité entre les États-Unis et l’URSS sur l'élimination de leurs missiles à portée intermédiaire et à plus courte portée ».

## Structure du traité FNI
Le traité est constitué des documents suivants :
- Le traité proprement dit, qui comporte dix-sept articles[11] ;
- Le mémorandum d'accord concernant l'établissement de la base de données pour le traité entre les États-Unis d'Amérique et l'Union des Républiques Socialistes Soviétiques sur l'élimination de leurs missiles à portée intermédiaire et à plus courte portée[12], y compris les diagrammes[13] ;
- Le protocole concernant les procédures d'élimination des systèmes de missiles visés par le traité entre les États-Unis d'Amérique et l'Union des Républiques Socialistes Soviétiques sur l'élimination de leurs missiles à portée intermédiaire et à plus courte portée[14] ;
- Le protocole concernant les inspections relatives au traité entre les États-Unis d'Amérique et l'Union des Républiques Socialistes Soviétiques sur l'élimination de leurs missiles à portée intermédiaire et à plus courte portée[15] ;
- Une annexe relative aux dispositions concernant les privilèges et immunités des inspecteurs et des membres d'équipage[16] ;
- Un échange de notes entre les deux parties relatif à la définition de la notion de « vecteur d'armes » en date du 12 mai 1988[17] ;
- Un procès-verbal de réunion entre le secrétaire Shultz et le ministre des Affaires étrangères Chevardnadze les 11 et 12 mai 1988 à Genève, approuvé par les deux parties en date du 12 mai 1988, relatif à des précisions sur les procédures d'élimination et d'inspection[18] ;
- Un échange de notes rectifiant les diagrammes des sites et certaines erreurs techniques relevées dans le Traité, en date du 21 mai 1988[Alpha 1] ;
- Un échange de notes donnant aux notes et au procès-verbal sus-mentionnés même valeur et même effet que les dispositions du Traité, en date des 28 et 29 mai 1988[19].

### Dispositions générales
Les dispositions générales figurent dans les articles I, II, VI, VII, et XIV à XVII.
L'article premier synthétise l'objet du traité : « chaque Partie éliminera ses missiles à portée intermédiaire et à plus courte portée, n'aura pas par la suite de tels systèmes et exécutera les autres obligations énoncées dans le présent Traité ». Par l'article XIV, les parties s'engagent à respecter le présent traité et à ne pas contracter d'obligations ou d'engagements internationaux allant à l'encontre de ses dispositions.
Les articles II et VII définissent les termes utilisés dans le traité.
L'article VI précise les règles applicables concernant l'interdiction de produire ou tester des missiles entrant dans le champ de ce traité.
L'article XV prévoit que le traité est conclu pour une durée illimitée, Comme dans bien d'autres accords de limitation d'armements, l'article XV stipule également que chaque partie a le droit, avec un préavis de six mois, de se retirer du régime conventionnel « si elle juge que des événements extraordinaires, en rapport avec l'objet du présent traité, ont compromis ses intérêts suprêmes ». Elle doit alors notifier à l'autre partie les motifs de sa décision. Toutefois, l'article XI stipule que les droits d'inspection sur place ne s'exerceront que pendant 13 ans.
L'article XVI prévoit la possibilité de proposer des amendements au traité et l'article XVII qu'il sera enregistré à l'ONU.

### Armes et installations couvertes
Les types d'armes couverts par le traité sont listés à l'article III du traité. La liste de ces armes, telle que déclarée par chaque partie figure dans le Mémorandum d'accord.
L'article III stipule que les types de missiles considérés comme relevant de la catégorie des missiles de portée intermédiaire (MPI) sont pour les États-Unis les missiles balistiques Pershing II et les missiles de croisière BGM-109G, et pour l'Union soviétique les missiles RSD-10, R-12 et R-14 (référencés par l'OTAN respectivement comme les missiles SS-20, SS-4 et SS-5). Les types de missiles considérés comme relevant de la catégorie des missiles à plus courte portée (MPCP) sont pour les États-Unis les missiles Pershing-1A, et pour l'Union soviétique les missiles OTR-22 et OTR-23 (référencés par l'OTAN respectivement comme les missiles SS-12 et SS-23).
Le Mémorandum d'accord est un document exceptionnellement long et détaillé qui fournit des précisions sur le nombre, les caractéristiques techniques et l'emplacement des systèmes d'armes couverts. Il recense non seulement les missiles et leurs lanceurs mais aussi les équipements et ouvrages auxiliaires qui leur sont associés, c'est-à-dire les véhicules et les équipements mobiles ou transportables, les missiles d'entraînement inertes, leurs étages et leurs conteneurs, les lanceurs d'entraînement incapables de lancer un missile ainsi que les structures fixes servant à de tels missiles et lanceurs.
Il indique aussi les limites cartographiques précises des zones de déploiement et des bases d'opérations des missiles et leurs lanceurs.

### Processus d'échanges de données
Les données initiales fournies par chaque partie relatives aux missiles en leur possession, déployés ou non déployés, ainsi qu'à leurs lanceurs et aux ouvrages et équipements auxiliaires qui leur sont associés figurent dans le Mémorandum d'accord.
L'article IX définit les modalités d'actualisation de ces données et de notification d'informations.

### Processus d'élimination
Les modalités d'élimination des missiles et des équipements concernés par le traité sont définies par les articles IV, V, VI, VIII et X du traité et par le Protocole concernant les procédures d'élimination.
Selon les dispositions de l'article IV, l'élimination des missiles à portée intermédiaire (MPI) devra être achevée trois ans au plus tard après l'entrée en vigueur du présent traité. Leur élimination devra commencer immédiatement et devra respecter un plafond intermédiaire au bout de 29 mois. Le calendrier d'élimination des missiles à plus courte portée (MPCP) est défini à l'article V. Celle-ci devra être achevée dix-huit mois au plus tard après l'entrée en vigueur du traité. Par l'article VI, les deux parties s'interdisent de produire de MPI ou de MPCP.
L'article VIII définit les règles de localisation des missiles et de leurs lanceurs, ainsi que les règles de leur déplacement. L'article X définit les règles d'élimination dont le détail figure dans le Protocole concernant les procédures d'élimination.

### Processus de vérification
Les articles XI, XII et XII ainsi que le Protocole concernant les inspections définissent les modalités de vérification du respect des dispositions du traité. Ces modalités sont de deux types : des inspections sur place et des « moyens techniques nationaux », c'est-à-dire essentiellement les observations par satellites. En outre, les parties créent une Commission spéciale de vérification.
Chaque Partie a le droit d'effectuer des inspections sur place conformément aux dispositions de l'article XI, au Protocole concernant les inspections et au Protocole concernant l'élimination. Cet article fixe la durée durant laquelle chaque partie a le droit d'effectuer des inspections, treize ans, et le nombre annuel maximum de ces inspections.

## Armes concernées
Pour des articles plus généraux, voir Arsenal nucléaire des États-Unis et Arsenal nucléaire de la Russie.
| Missile à portée intermédiaire    | URSS | États-Unis |
| --------------------------------- | ---- | ---------- |
| Missiles déployés et non déployés | 826  | 689        |
| Nombre de deuxièmes étages        | 650  | 282        |
| Missiles à plus courte portée     | URSS | États-Unis |
| Missiles déployés et non déployés | 926  | 178        |
| Nombre de deuxièmes étages        | 726  | 183        |

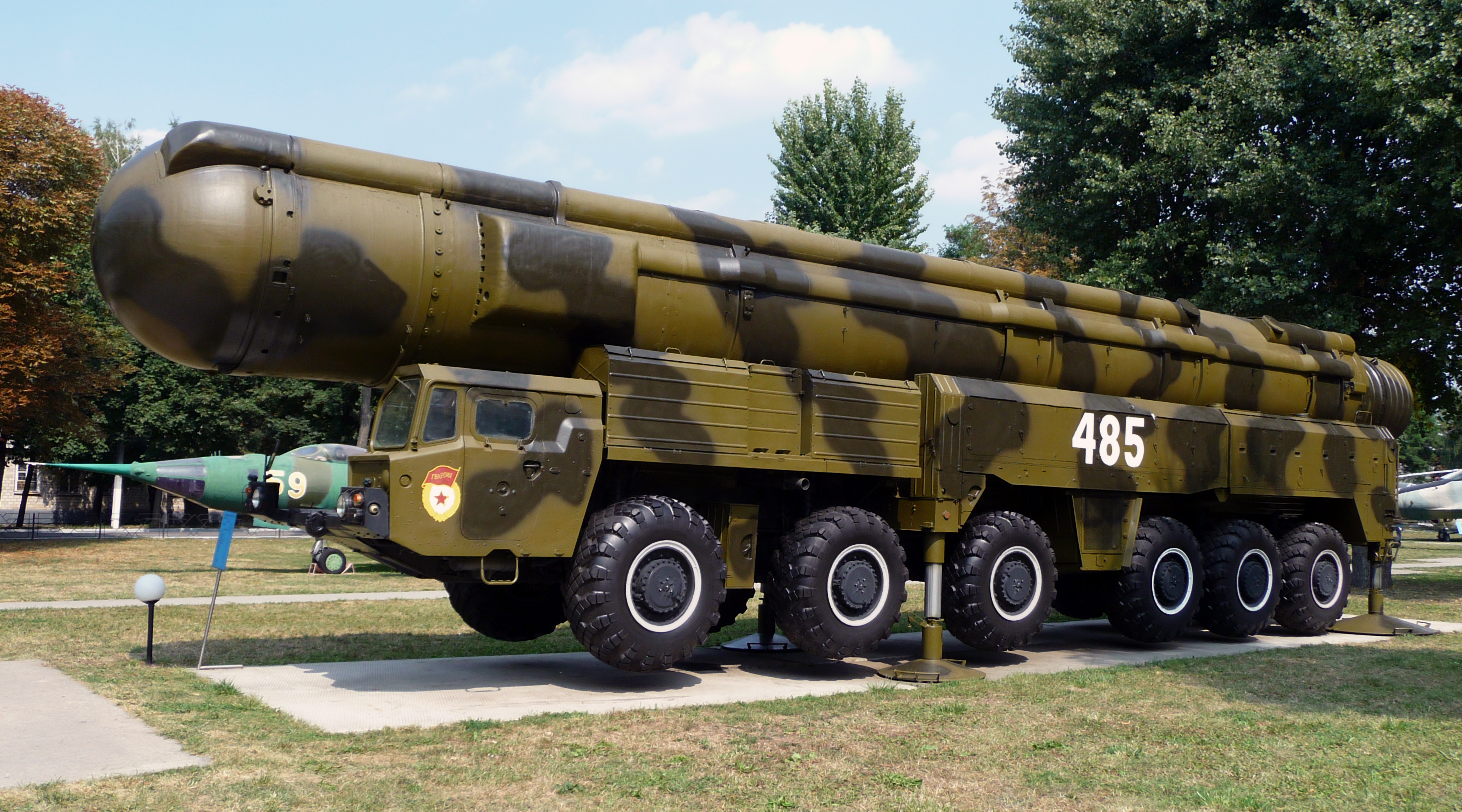
Véhicule lance-missile RSD-10 désarmé à la suite du traité exposé dans un musée en Ukraine.

Le traité vise l'élimination de missiles de croisière et de missiles balistiques lancés depuis le sol et ayant une portée se situant entre 500 et 5 500 km, ces missiles pouvant emporter des charges explosives conventionnelles ou nucléaires. Deux catégories de missiles sont distinguées : les missiles de portée intermédiaire (entre 1 000 et 5 500 km) et les missiles à plus courte portée (entre 500 et 1 000 km).
Dans le cadre du traité FNI, les missiles considérés comme relevant de la première catégorie sont pour les États-Unis les missiles balistiques Pershing II et les missiles de croisière BGM-109G, et pour l'Union soviétique les missiles RSD-10, R-12 et R-14 (référencés par l'OTAN respectivement comme les missiles SS-20, SS-4 et SS-5. Les missiles considérés comme relevant de la seconde catégorie sont pour les États-Unis les missiles Pershing-1A, et pour l'Union soviétique les missiles OTR-22 et OTR-23, (référencés par l'OTAN respectivement comme les missiles SS-12 et SS-23),.
Le traité couvre aussi des missiles testés mais non encore déployés avant l'entrée en force du traité, le Pershing IB pour les États-Unis et le SSC-X-4 pour l'URSS.
Le traité ne prévoit pas la destruction des ogives nucléaires emportés par ces missiles. Il ne couvre pas les missiles installés à bord des sous-marins ou des bâtiments de surface américains et soviétiques. L'U.S. Navy par exemple dispose du missile de croisière BGM-109 Tomahawk dont près de 300 sont lancés durant la guerre du Golfe. Le traité ne couvre pas non plus les missiles aéroportés et n'interdit donc pas à l'U.S. Air Force de déployer en Europe des avions à capacité nucléaire.
Le traité ne prend pas en compte les capacités nucléaires du Royaume-Uni et la force de dissuasion nucléaire française.
Le nombre de missiles concernés figure dans le « Protocole d'entente relatif à l'établissement de la base de données » du traité, dont un extrait figure dans le tableau ci-contre.

## Modalités de mise en œuvre et de vérification du respect du traité

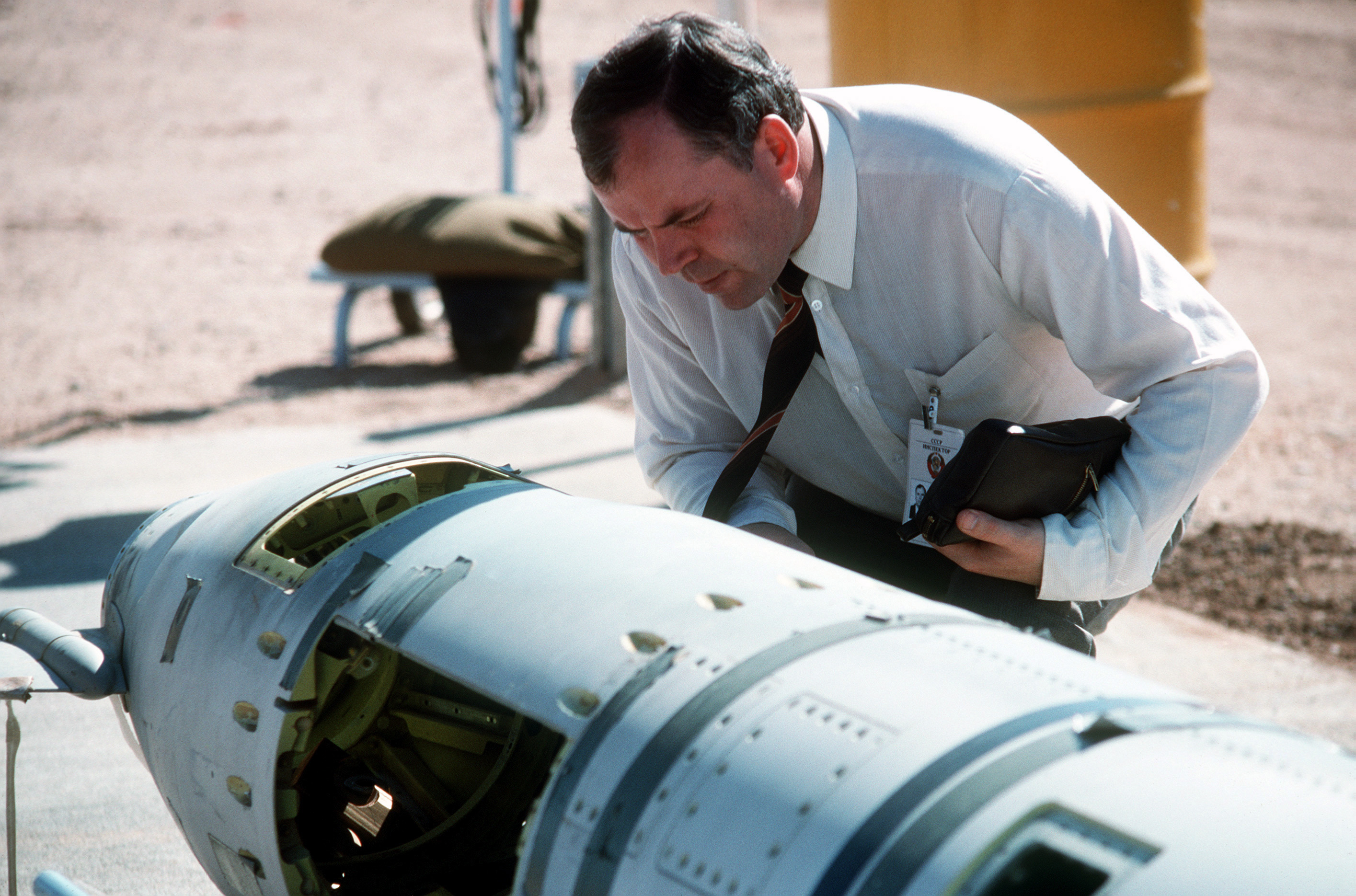
Un inspecteur soviétique contrôlant le démantèlement d'un missile de croisière BGM-109G Gryphon américain le 18 octobre 1988.

L'article IV du traité prévoit un délai de trois ans à compter de sa date d'entrée en force pour l'élimination complète des missiles de portée intermédiaire ainsi que de leurs lanceurs et de leurs structures et équipements de support, soit le 1er juin 1991. L'article V du traité prévoit un délai de dix-huit mois à compter de sa date d'entrée en force pour l'élimination complète des missiles à courte portée ainsi que de leurs lanceurs et de leurs structures et équipements de support, soit le 1er décembre 1989.
Les États-Unis et la Russie ont respecté ces délais. L'article IX prévoit la fourniture d'informations détaillées concernant les missiles, équipements et obligations en objet du traité, ainsi que leur mise à jour régulière tout au long de la vie du traité. Les articles X, XI et XII du traité définissent les procédures qui doivent être observées par chaque partie pour procéder à l'élimination des missiles et équipements en objet du traité, ainsi que les procédures de vérification par l'autre partie de la bonne observation du traité.
Afin de promouvoir les objectifs et faciliter la mise en œuvre des dispositions du traité, l'article XIII établit une « Commission spéciale de vérification » qui se réunit si l'une des parties en fait la demande, notamment pour résoudre les questions relatives au respect des obligations prévues par le traité.
Le traité est conclu sans limitation de durée. Toutefois, l'article XIV stipule que « chaque partie, dans l'exercice de sa souveraineté nationale, a le droit de se retirer du présent traité si elle décide que des événements extraordinaires liés à l'objet du présent traité ont compromis ses intérêts suprêmes ». La décision de retrait doit être notifiée avec un préavis de six mois.

## Extension du traité aux États successeurs de l'URSS et aux autres États européens
Les États signataires initiaux du traité sont les États-Unis et l'Union soviétique. Lors de la disparition de cette dernière fin 1991, le traité est élargi pour inclure ses États successeurs : la Biélorussie, le Kazakhstan et l'Ukraine se joignent depuis lors à la Russie et aux États-Unis pour la mise en œuvre du traité.
Par ailleurs, plusieurs pays européens ont détruit les missiles interdits par le traité FNI depuis la fin de la guerre froide. L’Allemagne, la Hongrie, la Pologne et la République tchèque ont détruit leurs missiles à portée intermédiaire dans les années 1990 et la Slovaquie a démantelé en 2000 tous ceux qui lui restaient. Le 31 mai 2002, le dernier détenteur de missiles à portée intermédiaire d'Europe orientale, la Bulgarie, a signé un accord avec les États-Unis pour la destruction de tous ses missiles relevant du traité FNI.

## Mises en cause du traité par les États-Unis et la Russie

### Critiques du traité par les Russes
Depuis la seconde moitié des années 2000, la Russie évoque la possibilité de se retirer du traité FNI au motif qu'il l'empêche de posséder des armes dont la Chine se dote, et surtout en réponse au déploiement par les États-Unis et l'OTAN de systèmes antimissile en Europe. Un retrait permettrait aux Russes de déployer des missiles ciblant les futurs sites antimissile américains. Le 10 février 2007, à l'occasion d'un discours prononcé à la Conférence de Munich sur la sécurité, le président de la fédération russe, Vladimir Poutine, critique les plans de l'OTAN et un traité qui contraint exclusivement les États-Unis et la Russie sans contraindre les autres pays, en particulier la Chine, qui développe un puissant arsenal de missiles de portée intermédiaire et conclut qu'il « est clair que dans ces conditions nous sommes obligés de veiller à assurer notre sécurité »,. Les États-Unis et la Russie publient néanmoins une déclaration à l'Assemblée générale des Nations unies le 25 octobre 2007, réaffirmant leur soutien au traité et appelant tous les autres États à se joindre à eux pour renoncer aux missiles interdits par le traité.
Moscou formule dans les années 2010 à l’encontre de Washington des accusations précises qui concernent notamment les missiles cibles, les drones et le lanceur polyvalent de missiles installé par les États-Unis et l'OTAN en Roumanie et en Pologne. Le point de vue de la France à cet égard est que les États-Unis ne violent pas le traité FNI au titre de ces trois questions techniques soulevées de façon récurrente par la Russie.

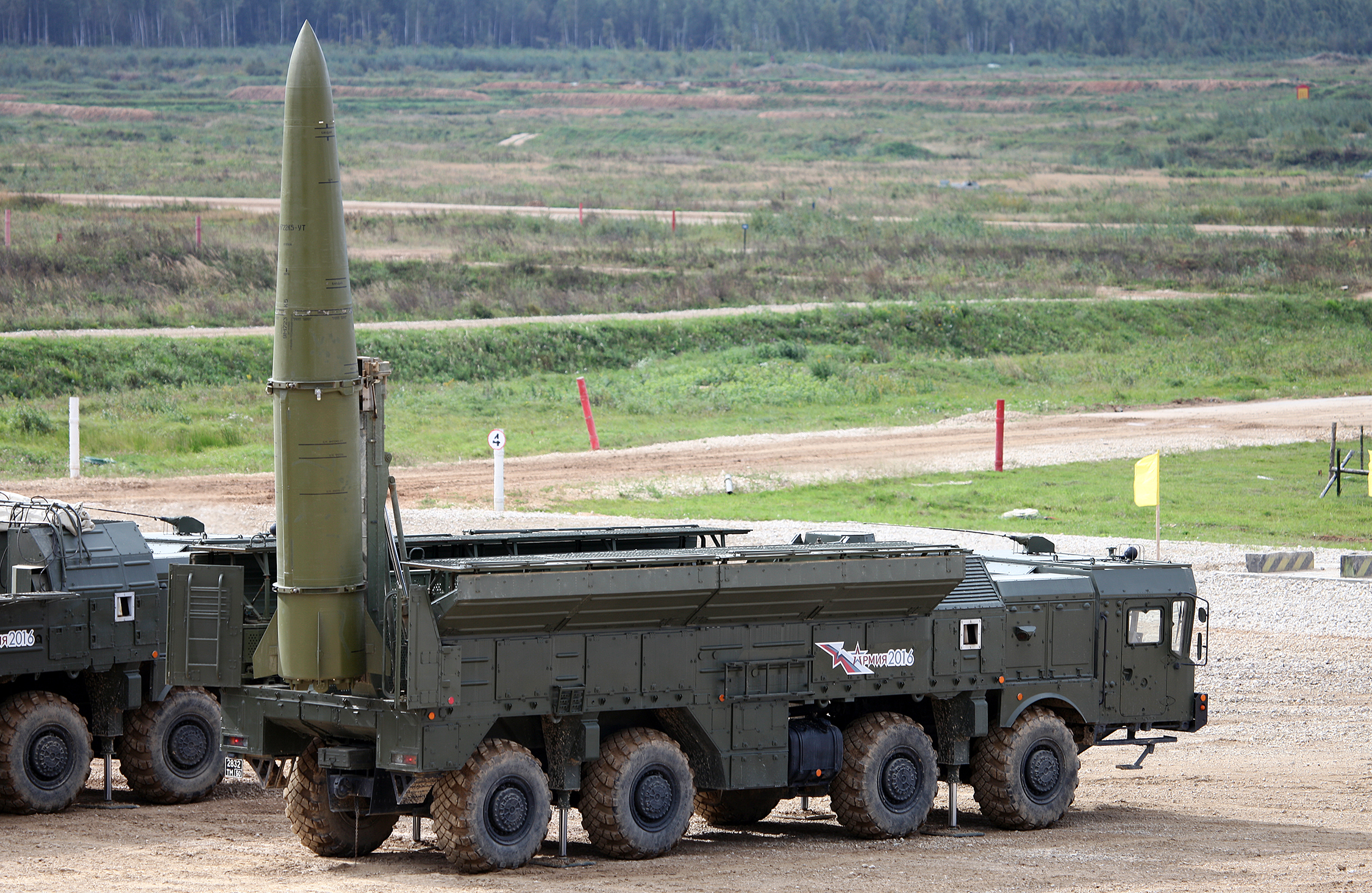
Missile Iskander sur son véhicule de lancement.

### Déclarations américaines relatives au non-respect du traité par la Russie
En 2014, le département d'État des États-Unis affirme que la Russie ne respecte pas ses obligations relatives à la possession, la production et le test en vol de missiles interdits par le traité, sans fournir de précisions. En 2017, le département d'État et le Pentagone précisent que la Russie produit et déploie un missile de croisière basé à terre (GLCM) d'une portée supérieure à 500 km. Comme les éditions précédentes depuis 2014, le rapport annuel produit en 2018 par l'Administration américaine concernant le respect des traités de désarmement déclare que ce missile ne respecte pas le traité FNI. La Russie affirme qu'elle respecte les obligations du traité et que toutes les informations sur les caractéristiques du 9M729 ont été fournies aux États-Unis.
Le missile incriminé est dans la nomenclature russe le 9M729, que les États-Unis nomment SSC-8. Ce missile pourrait être une évolution du missile de croisière Iskander-K (SSC-7) et être dérivé des missiles de croisière de la famille Kalibr lancés depuis un navire ou un sous-marin, qui n'entrent donc pas dans le champ du traité FNI,,.
Le 20 octobre 2018, le président américain Donald Trump annonce son intention de retirer les États-Unis du traité à une date non précisée,. Cependant, la capacité du président américain à se retirer d'un traité ratifié par le Congrès sans son aval est sujet à controverse,. Vladimir Poutine réagit en déclarant qu'un retrait américain des traités de désarmement comme le traité FNI mènera à « la course aux armements » et à une situation « extrêmement dangereuse ». Les dirigeants de l'UE appellent les États-Unis et la Russie a poursuivre le dialogue afin de préserver ce traité d'une grande importance pour la sécurité en Europe,.
Selon un analyste du think tank Council on Foreign Relations, l'accroissement à un rythme rapide ces dernières années des capacités militaires de la Chine est une préoccupation majeure des états-majors et explique pour une bonne part l'annonce faite par D. Trump. La Russie partage la même préoccupation. La grande majorité des missiles de l'arsenal chinois est composé de modèles interdits par le traité FNI,. Un analyste du FPRI (en) relativise cet argument en mettant en avant que la puissance militaire américaine repose essentiellement sur ses capacités aériennes et navales, qui ne sont pas limitées par le traité FNI, et moins sur ses capacités terrestres,.

### Annonces de retrait du traité
Les États-Unis annoncent le 1er février 2019 leur sortie du traité, à la suite de l'échec des négociations avec la Russie. Le communiqué de la Maison-Blanche justifie ce retrait en arguant que « pendant trop longtemps, la Russie a violé le traité INF sur les forces nucléaires de portée intermédiaire, en développant et en déployant secrètement un système de missiles interdit qui constitue une menace directe pour nos alliés et nos troupes à l'étranger ».
Le lendemain, 2 février 2019, la Russie annonce à son tour qu'elle se retire du traité. Vladimir Poutine déclare que « nos partenaires américains ont annoncé qu'ils suspendaient leur participation à l'accord et nous la suspendons à notre tour » et que « la Russie ne prendra plus l'initiative de négociations sur le désarmement avec les États-Unis »,.
Les États-Unis bénéficient du soutien de leurs alliés de l'OTAN. Le Conseil de l'Atlantique Nord, réuni au niveau des ministres des Affaires étrangères des pays membres, publie le 1er février 2019 une Déclaration concernant le non-respect du traité sur les forces nucléaires à portée intermédiaire (FNI) par la Russie dans laquelle il est indiqué que « les Alliés partagent l’analyse des États-Unis selon laquelle la Russie manquait gravement aux obligations qui sont les siennes au titre du traité FNI » et que les Alliés « appuient pleinement cette démarche » de retrait décidée par les États-Unis. La France affirme aussi publiquement qu'après « une évaluation nationale, autonome et indépendante », elle arrive à la conclusion que « la Fédération de Russie développe en effet un missile spécifique, le missile 9M729 – ou SSC-8 dans la nomenclature de l’OTAN – en violation du traité FNI ».
Le retrait américain est officiel le 2 août 2019. La fin du traité FNI contribue à la relance du développement de nouveaux missiles exploitant les techniques les plus récentes afin d'être en mesure de percer les systèmes antimissiles mis en œuvre par les États-Unis, et qui ont pesé lourd dans l'attitude de la Russie à l'égard de ce traité,.